# Pascal Müller
Pascal Müller (Langnau im Emmental, 10 aprile 1979) è un dirigente sportivo ed ex hockeista su ghiaccio svizzero che ricopre il ruolo di scout per i Kloten Flyers.

## Carriera

### Club
Pascal Müller iniziò a militare nelle giovanili dei SCL Tigers, dal 1997 al 1999, collezionando ben 24 punti in 26 partite disputate. Nel frattempo nella stagione 1997-1998 con il Langnau riuscì a conquistare la promozione in Lega Nazionale A a discapito delle concorrenti SC Herisau e HC La Chaux-de-Fonds. Rimase a Langnau fino alla primavera del 2001, dopo aver ottenuto 21 punti in 187 incontri disputati.
Per il finale della stagione 2000-2001 Müller fu ingaggiato dall'EV Zug, con cui rimase fino al 2006, formazione con cui in 245 presenze fornì 19 assist e mise a segno 8 reti. In vista della stagione 2006-2007 fu ceduto all'HC Davos, con cui conquistò il primo titolo nazionale della sua carriera. Nel mese di dicembre sempre col Davos conquistò la Coppa Spengler. Rimase nei Grigioni per tre anni, giocando 144 partite con 13 punti.
Nel 2009 andò ai ZSC Lions di Zurigo; in quella stagione conquistò la Victoria Cup grazie al successo contro i Chicago Blackhawks, squadra della National Hockey League. Dopo due anni e 113 apparizioni in campionato Müller lasciò Zurigo per l'HC Ambrì-Piotta, squadra con cui sottoscrisse un contratto valido fino al 2014. Nel novembre del 2012 rescisse consensualmente il proprio contratto con l'HC Ambrì-Piotta.
Dopo aver giocato la stagione 2012-13 con i Kloten Flyers Müller si ritirò dall'attività agonistica, entrando a far parte della dirigenza con il ruolo di scout.

### Nazionale
Dal 1996 al 1999 Müller fece parte delle rappresentative nazionali U18 e U20 in occasione dei campionati mondiali di categoria, disputando in totale dodici partite.

## Statistiche
Statistiche aggiornate a luglio 2011.

### Club
| Stagione  | Squadra          | Stagione regolare | Stagione regolare | Stagione regolare | Stagione regolare | Stagione regolare | Stagione regolare | Playoff | Playoff | Playoff | Playoff | Playoff |
| Stagione  | Squadra          | Lega              | P                 | G                 | A                 | Pt                | PIM               | P       | G       | A       | Pt      | PIM     |
| --------- | ---------------- | ----------------- | ----------------- | ----------------- | ----------------- | ----------------- | ----------------- | ------- | ------- | ------- | ------- | ------- |
| 1996-1997 | Shelburne Wolves | MetJHL            | 46                | 10                | 21                | 31                | 88                |         |         |         |         |         |
| 1997-1998 | Langnau          | NLB               | 37                | 1                 | 4                 | 5                 | 16                | 16      | 0       | 2       | 2       | 18      |
|           | Langnau U20      | Elite Jr. A       | 13                | 3                 | 7                 | 10                | 28                | -       | -       | -       | -       | -       |
| 1998-1999 | Langnau          | NLA               | 42                | 2                 | 0                 | 2                 | 26                | -       | -       | -       | -       | -       |
|           |                  | Playout           | 11                | 0                 | 4                 | 4                 | 16                | -       | -       | -       | -       | -       |
|           | Langnau U20      | Elite Jr. A       | 8                 | 4                 | 8                 | 12                | 8                 | 5       | 2       | 0       | 2       | 10      |
| 1999-2000 | Langnau          | NLA               | 43                | 2                 | 3                 | 5                 | 40                | -       | -       | -       | -       | -       |
|           |                  | Playout           | 6                 | 1                 | 0                 | 1                 | 14                | -       | -       | -       | -       | -       |
| 2000-2001 | Langnau          | NLA               | 32                | 0                 | 2                 | 2                 | 54                | -       | -       | -       | -       | -       |
|           | Zug              | NLA               | 9                 | 0                 | 2                 | 2                 | 22                | 4       | 0       | 0       | 0       | 2       |
| 2001-2002 | Zug              | NLA               | 35                | 2                 | 5                 | 7                 | 52                | 6       | 0       | 0       | 0       | 18      |
| 2002-2003 | Zug              | NLA               | 44                | 2                 | 1                 | 3                 | 103               |         |         |         |         |         |
| 2003-2004 | Zug              | NLA               | 48                | 2                 | 3                 | 5                 | 28                | 5       | 1       | 0       | 1       | 8       |
| 2004-2005 | Zug              | NLA               | 37                | 0                 | 3                 | 3                 | 26                | 8       | 0       | 1       | 1       | 10      |
| 2005-2006 | Zug              | NLA               | 43                | 1                 | 4                 | 5                 | 86                | 6       | 0       | 0       | 0       | 6       |
| 2006-2007 | Davos            | NLA               | 44                | 2                 | 4                 | 6                 | 40                | 19      | 0       | 1       | 1       | 10      |
| 2007-2008 | Davos            | NLA               | 48                | 3                 | 2                 | 5                 | 81                | 12      | 0       | 0       | 0       | 4       |
| 2008-2009 | Davos            | NLA               | 21                | 0                 | 1                 | 1                 | 18                | -       | -       | -       | -       | -       |
|           | ZSC              | NLA               | 10                | 0                 | 0                 | 0                 | 8                 | 4       | 0       | 0       | 0       | 0       |
| 2009-2010 | ZSC              | NLA               | 37                | 0                 | 4                 | 4                 | 28                | 7       | 0       | 0       | 0       | 16      |
| 2010-2011 | ZSC              | NLA               | 43                | 0                 | 4                 | 4                 | 51                | 5       | 0       | 0       | 0       | 10      |
|           |                  | ET                | 7                 | 0                 | 0                 | 8                 | -                 | -       | -       | -       | -       |         |
| 2011-2012 | Ambrì-Piotta     | NLA               |                   |                   |                   |                   |                   |         |         |         |         |         |

### Nazionale
| Stagione  | Livello         | Risultati    | Risultati | Risultati | Risultati | Risultati | Risultati |
| Stagione  | Livello         | Competizione | P         | G         | A         | Pt        | PIM       |
| --------- | --------------- | ------------ | --------- | --------- | --------- | --------- | --------- |
| 1996-1997 | Switzerland U18 | EJC-18       | 6         | 0         | 0         | 0         | 26        |
| 1998-1999 | Switzerland U20 | WJC-20       | 6         | 0         | 0         | 0         | 14        |

## Palmarès

### Club
- Campionato svizzero: 1

 Davos: 2006-07
- Lega Nazionale B: 1

 Langnau Tigers: 1997-98
- Coppa Spengler: 1

 Davos: 2006
- Victoria Cup: 1

 ZSC Lions: 2009